# Веска (Борисоглебский район)
Веска — село Борисоглебского района Ярославской области, входит в состав Вощажниковского сельского поселения.

## География
Расположено близ берега реки Могза в 9 км на север от центра поселения села Вощажникова и в 20 км на север от райцентра посёлка Борисоглебский.

## История
Местная каменная пятиглавая церковь с колокольней сооружена на средства прихожан в 1800 году с тремя престолами: св. Николая, св. Димитрия Ростовского чуд. и Тихвинской Пресвятой Богородицы; до этого церковь была деревянная, находилась в версте от села Вески. На месте этой деревянной церкви в 1829 году купцами Набилковыми построена каменная одноглавая Троицкая церковь. С 1872 года здесь была открыта школа.
В конце XIX — начале XX село входило в состав Вощажниковской волости Ростовского уезда Ярославской губернии. В 1885 году в деревне было 40 дворов.
С 1929 года село входило в состав Уславцевского сельсовета Борисоглебского района, с 1954 года — в составе Вощажниковского сельсовета, с 2005 года — в составе Вощажниковского сельского поселения.

## Население
| 1859 | 2007 | 2010 |
| ---- | ---- | ---- |
| 248  | ↘24  | ↘18  |

## Достопримечательности
В селе расположена действующая Церковь Николая Чудотворца (1800).